# Casa del Estado de Ohio
La Casa del Estado de Ohio (en inglés, Ohio State House) es el edificio del capitolio y la sede del gobierno del estado estadounidense de Ohio. Este edificio de estilo neogriego  está ubicado en Capitol Square en el centro de Columbus. El capitolio alberga la Asamblea General de Ohio, que consta de la Cámara de Representantes y el Senado. También contiene las oficinas ceremoniales del gobernador, el vicegobernador, el tesorero, y el auditor. Construido entre 1839 y 1861, es uno de los estados en funcionamiento más antiguos de Estados Unidos. Los terrenos de la casa estatal incluyen otros dos edificios, el Anexo Judicial o Edificio del Senado y el Atrio; los tres se conocen colectivamente como la Casa del Estado de Ohio hasta el día de hoy.
Su construcción tomó 23 años y en su diseño participaron siete arquitectos. La arquitectura prominente de la casa estatal le ha valido varias designaciones históricas, incluso como Monumento Histórico Nacional. El edificio recibe unos 60 000 visitantes al año.

## Historia

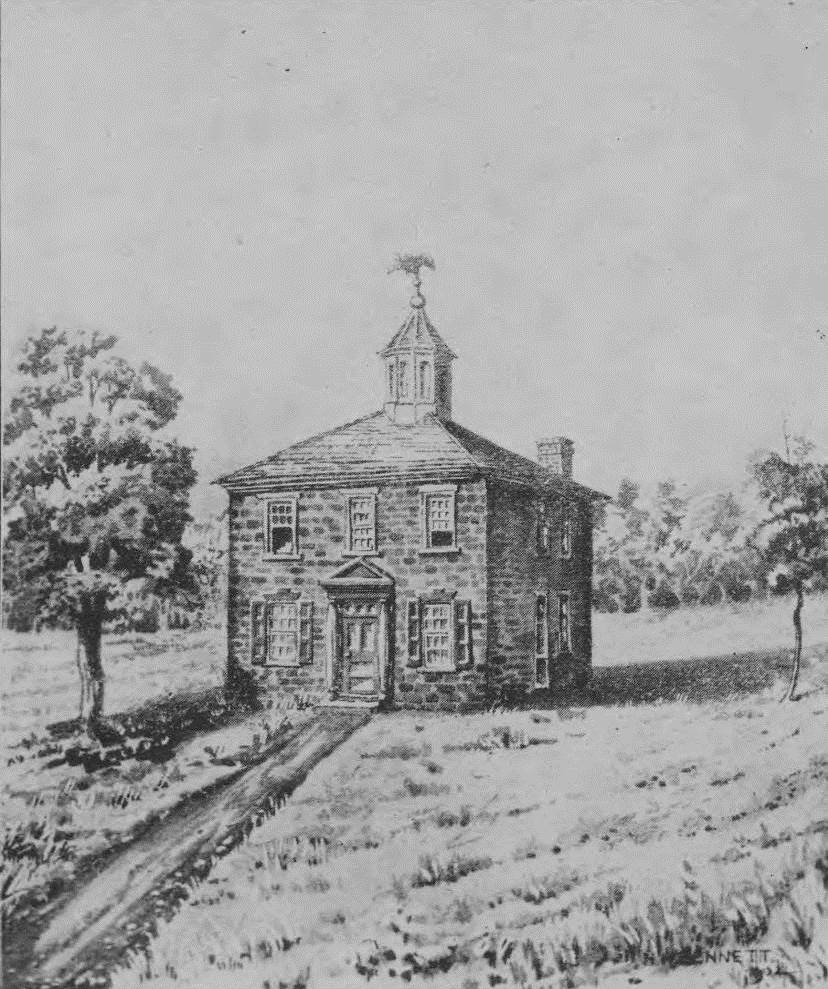
Primer capitolio, en Chillicothe

Al lograr la condición de estado en 1803, Chillicothe fue la capital del estado original de Ohio. Debido a las luchas políticas entre los líderes estatales, la Asamblea General de Ohio trasladó temporalmente la capital a Zanesville en 1810.  La legislación promulgada ese mismo año preveía la selección de una nueva capital estatal "no más de 40 millas (64,4 km) de lo que puede considerarse el centro común del estado ". En 1812, la Asamblea General restauró Chillicothe como capital temporal del estado hasta que se pudiera construir la nueva capital.
Los líderes estatales enfrentaron una presión constante para hacer que la ciudad capital fuera más accesible acercándola al centro del estado. En respuesta, la legislatura nombró un comité para evaluar las posibles opciones para la nueva ciudad capital. Cuatro prominentes propietarios de tierras del área de Franklinton propusieron una extensión de tierra en gran parte vacía al otro lado del río desde Franklinton. Los propietarios ofrecieron donar dos de 4 ha parcelas de tierra al estado y propuso gastar hasta 50 000 dólares para construir estructuras y hacer otras mejoras en el área.
El 14 de febrero de 1812, la Asamblea General creó una nueva ciudad capital en los "High Banks frente a Franklinton en las bifurcaciones de Scioto, más conocido como Wolf's Ridge", una zona que en ese entonces estaba muy poco desarrollada. Aproximadamente una semana después, después de un intenso debate, la legislatura eligió a Columbus como el nombre de la nueva ciudad. en los meses siguientes la nueva ciudad fue levantada y distribuida en cuadrícula rectangular.
 

El diseño separó dos parcelas de terreno de 10 acres, una para una casa estatal, en la ubicación de la actual Statehouse, y la otra parcela se convertiría en el sitio de la Penitenciaría de Ohio. La venta pública de lotes para la nueva ciudad comenzó en junio de 1812. En 1816, la Asamblea General se reunió en Columbus por primera vez en un edificio de ladrillos en la esquina de las calles High y State. 

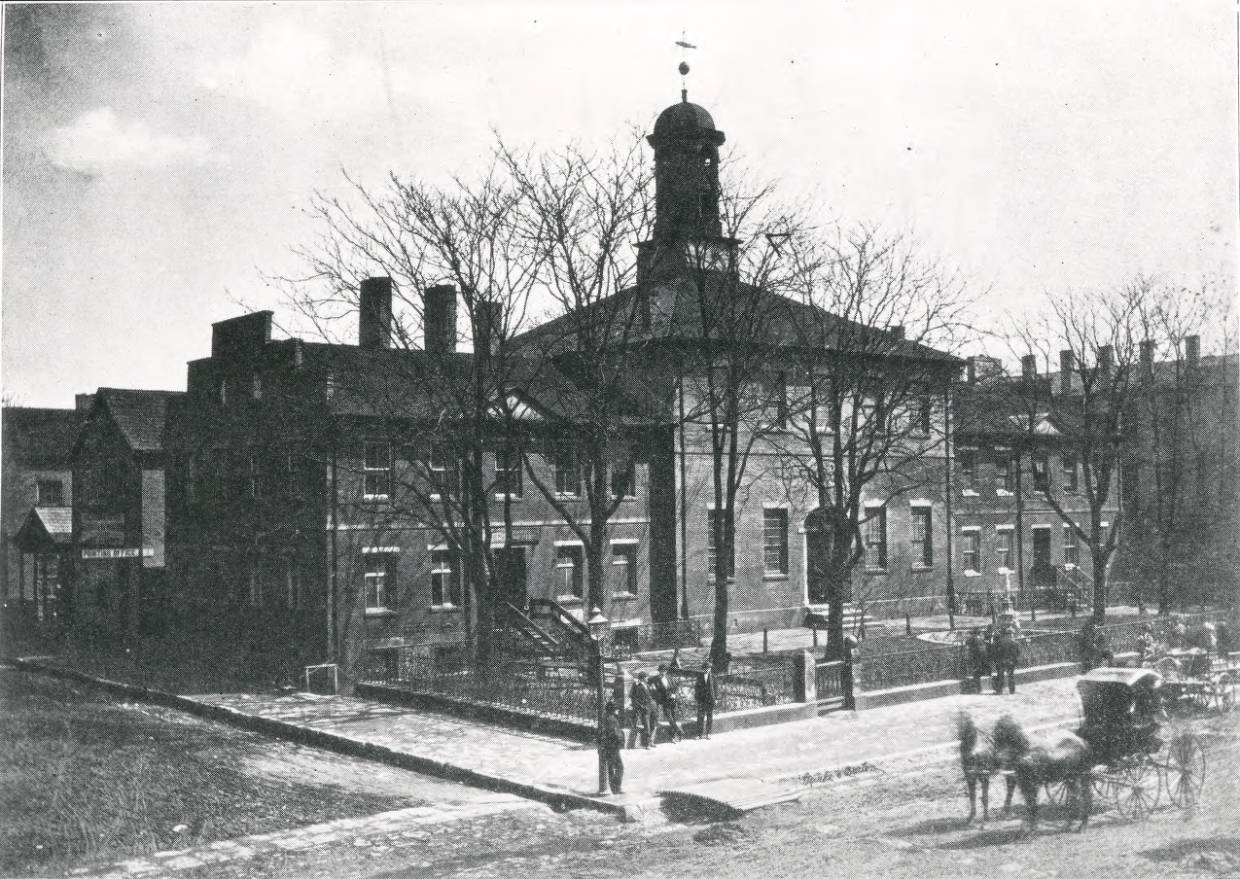
Segundo capitolio, en Zanesville

### Diseño y construcción
En 1838, el gobierno de Ohio anunció un concurso para seleccionar el diseño de un nuevo capitolio. Esta estrategia no era inusual en ese momento, ya que importantes edificios públicos como el Capitolio de Estados Unidos habían resultado de concursos similares. De unas cincuenta entradas, se seleccionaron tres ganadores: el primer premio fue otorgado a Henry Walter de Cincinnati, el segundo a Martin Thompson de Nueva York y el tercero al pintor Thomas Cole, también de Nueva York. Sin embargo, la comisión organizadora responsable de elegir a los ganadores no pudo ponerse de acuerdo sobre un diseño final para la construcción.

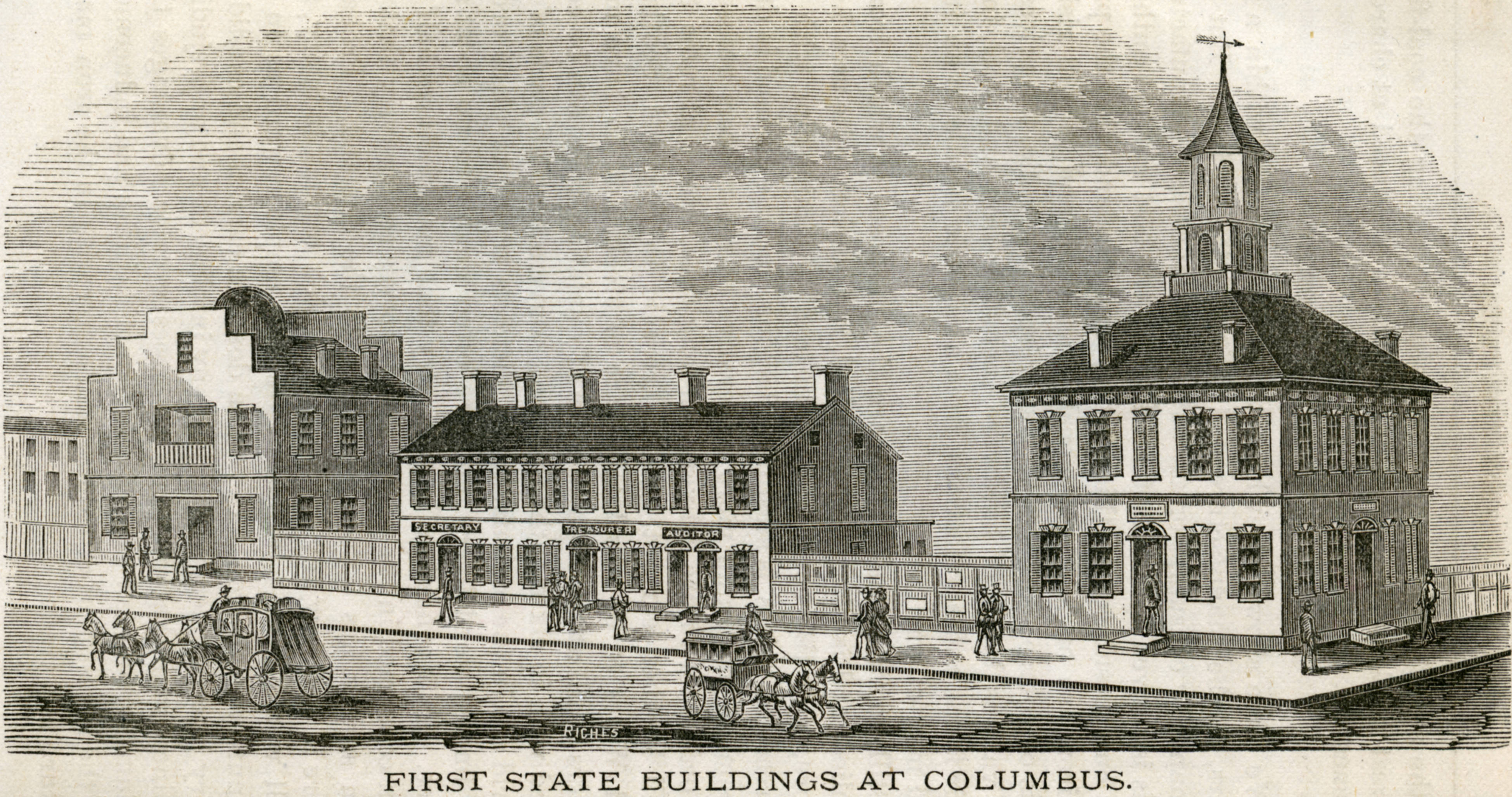
Primer capitolio en Columbus (derecha) junto con otros edificios gubernamentales

Cuando se colocó la piedra angular el 4 de julio de 1839, la comisión aún no tenía un diseño final. La consulta con el arquitecto de Nueva York Alexander Jackson Davis dio como resultado un diseño compuesto que fusionó algunas características clave de las tres obras ganadoras. Henry Walter, el ganador del primer lugar del concurso de diseño, fue elegido para supervisar la construcción del nuevo capitolio y comenzó a trabajar en otro diseño compuesto que se basó en gran medida en el diseño del ganador del tercer lugar, Thomas Cole. Cole tenía una amistad personal con uno de los comisionados, un hombre llamado William A. Adams que era de Steubenville. El sobrino de Cole, William Henry Bayless, nativo de Steubenville, fue aprendiz en la oficina de Alexander Jackson Davis.

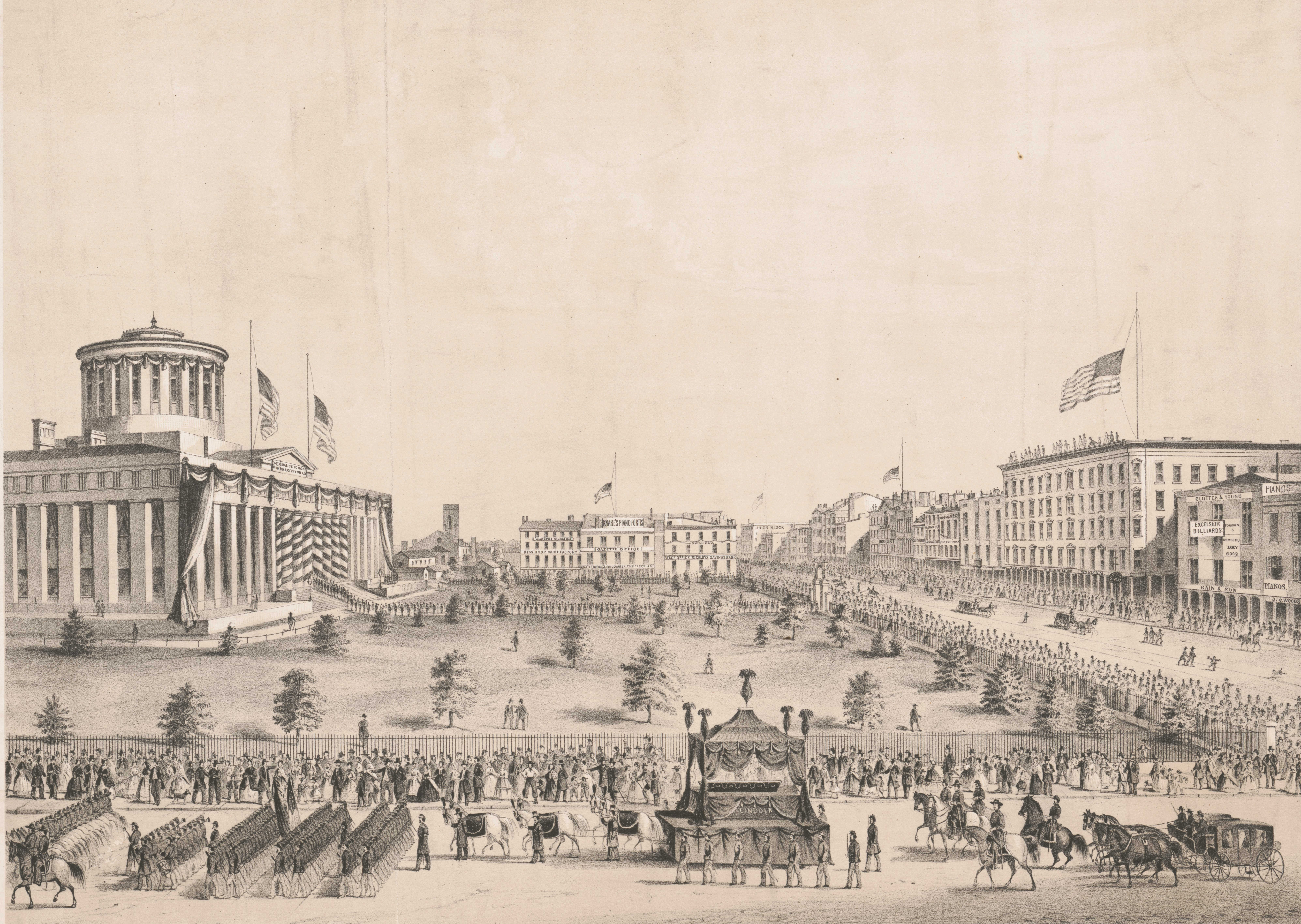
Funeral de Abraham Lincoln, 29 de abril de 1865.

El trabajo en los cimientos del edificio y en el nivel inferior apenas había comenzado cuando el proyecto de la Statehouse encontró la primera de muchas dificultades. La legislación que convirtió a Columbus en la capital oficial de Ohio estaba a punto de expirar. En 1840, mientras varias facciones dentro del gobierno debatían sobre la reubicación del capitolio en otra ciudad, se detuvo la construcción del Capitolio. Las excavaciones abiertas se volvieron a rellenar con tierra y Capitol Square se utilizó para que las vacas pastaran. Los trabajos se retomaron en 1846.
El Statehouse avanzó muy poco hasta febrero de 1848, cuando William Russell West y J. O. Sawyer de Cincinnati fueron nombrados arquitectos y supervisores generales del proyecto. En mayo de ese mismo año se reanudó la construcción. En 1833, una epidemia de cólera comenzó en Columbus, lo que provocó la huida generalizada de los residentes al campo. Una vez que la epidemia disminuyó, el trabajo en el Statehouse continuó, interrumpido solo durante el invierno. En este periodo West y Sawyer eliminaron de los diseños la cúpula redondeada y la remplazaron con un techo cónico bajo. Esto se debió a razones econòmicas, pero se consideró una decisión adecuada porque el estilo neogriego en la que se basó el diseño exterior no empleaba cúpulas.

Fachada oeste del capitolio, c. 1900-1910

El fuego consumió el antiguo edificio del capitolio de dos pisos en 1852, lo que creó una nueva urgencia para completar el proyecto de la Cámara de Representantes, ya que las oficinas gubernamentales se vieron obligadas a trasladarse a varios edificios alrededor de Columbus. Si bien algunos sospechan de un incendio provocado, la causa exacta del incendio sigue siendo un misterio hasta el día de hoy. Con el exterior del Statehouse casi terminado en 1854, el arquitecto Nathan Kelley de Columbus fue contratado para supervisar el diseño y la construcción de los interiores del edificio. Una de sus principales tareas sería proporcionar un sistema de calefacción y ventilación en el edificio, que no se había considerado anteriormente. 

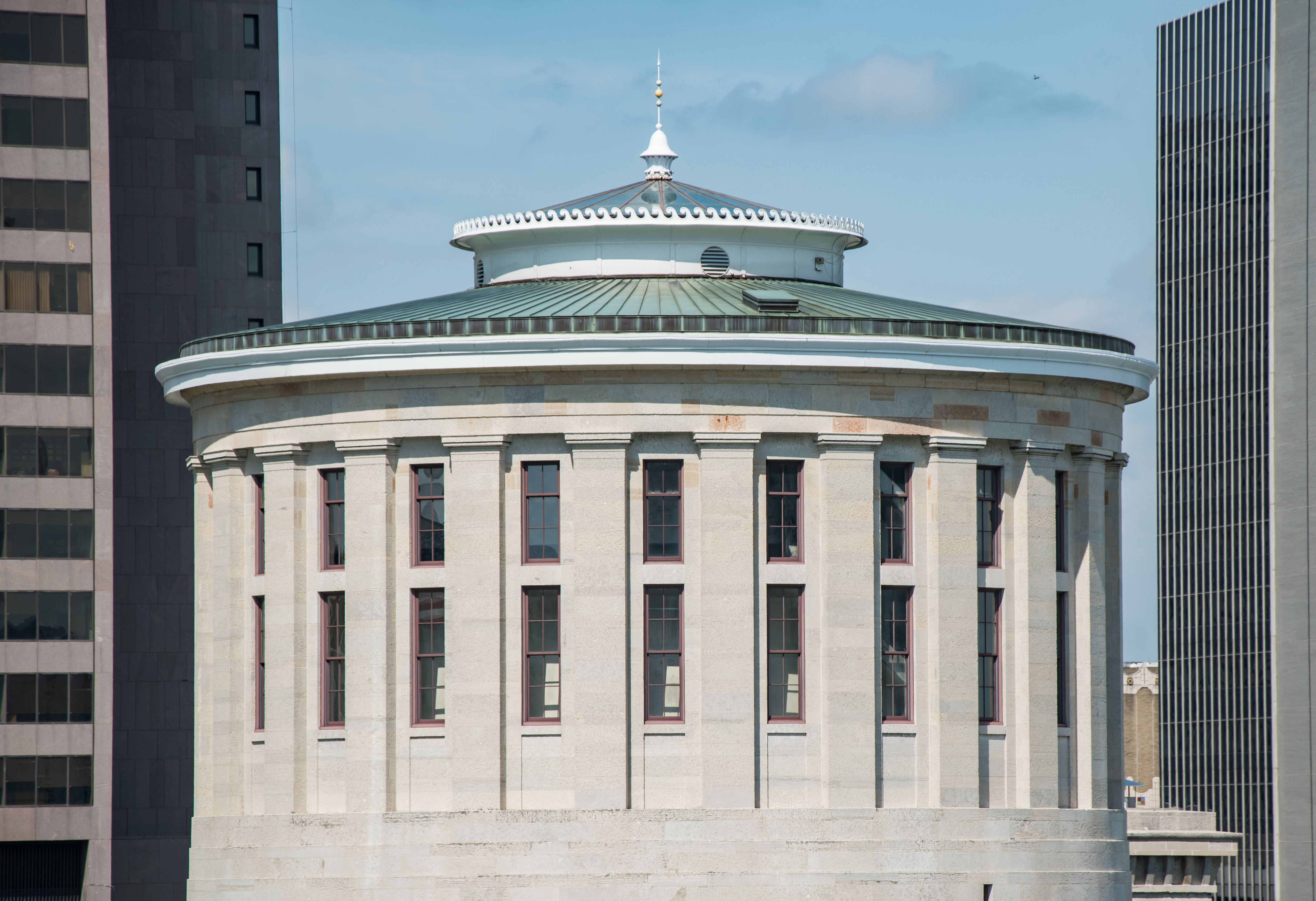
Primer plano de la cúpula

Se construyó un innovador sistema de calefacción a vapor, con el aire caliente movido a través del edificio en lo que Kelley llamó "alcantarillas de aire", pequeños pasajes hechos de ladrillos que unían los distintos pisos del edificio. Con gran fanfarria, el nuevo Capitolio se abrió al público el 7 de enero de 1857, y poco después la Asamblea General de Ohio se reunió en sus nuevas cámaras. La mayor parte del edificio se completó, con la notable excepción de la rotonda. Aunque el trabajo real en el edificio avanzaba sin problemas, los funcionarios del gobierno estaban profundamente insatisfechos con Kelley, citando problemas con sus métodos de trabajo y elecciones estéticas.
Isaiah Rogers, un conocido arquitecto con sede en Cincinnati en ese momento, fue contratado en 1858 para supervisar las etapas finales de la construcción del Statehouse. Durante su mandato, Rogers supervisó la finalización del interior del edificio y coordinó el trabajo en la rotonda distintiva y su cúpula circundante. Una de las características exteriores más distintivas del edificio es el techo cónico bajo sobre la cúpula, ubicado donde muchos espectadores esperan ver una cúpula. En 1859 el entonces candidato Abraham Lincoln pronunció un discurso en East Terrace de la Casa del Estado, donde reiteró su afirmación de que "una casa dividida contra sí misma no puede mantenerse".
En el largo lapso entre el inicio de la construcción del Capitolio y su finalización, el diseño "terminado" cambió muchas veces y varias propuestas incluyeron una cúpula redonda en la parte superior del edificio. Rogers, al decidir no usar una cúpula, en realidad estaba volviendo a un esquema de diseño de los arquitectos West y Sawyer. Al final, el edificio presentaba un techo cónico bajo, que puede darle al conjunto la apariencia de estar incompleto. La construcción de Capitol Square, incluidos sus edificios, terrenos y paisajismo, finalmente se completó en 1861, es decir 23 años después de iniciada la obra. Se considera que su estilo es neogriego corintio.

### Cambios y expansión
A medida que la función del gobierno estatal cambió y se expandió, se produjeron cambios y expansiones en la Casa del Estado de Ohio. Originalmente, el edificio era la ubicación principal de todos los aspectos del gobierno estatal. A medida que se requirieran más oficinas y salas de trabajo, los espacios grandes se subdividirían en áreas más pequeñas. El ejemplo más destacado fue la conversión a oficinas de los cuatro patios abiertos que ocupaban zonas del interior del edificio. Estas áreas abiertas eran de arriba abajo de la estructura y estaban destinadas a permitir la entrada de luz y aire fresco al interior del edificio. La llegada de la iluminación eléctrica, junto con la necesidad de espacio, significó que los niveles de oficinas llegarían a ocupar estas grandes áreas abiertas. Las cincuenta y tres habitaciones que el edificio tenía originalmente aumentaron a 317 habitaciones en 1989.

### Edificio del Senado

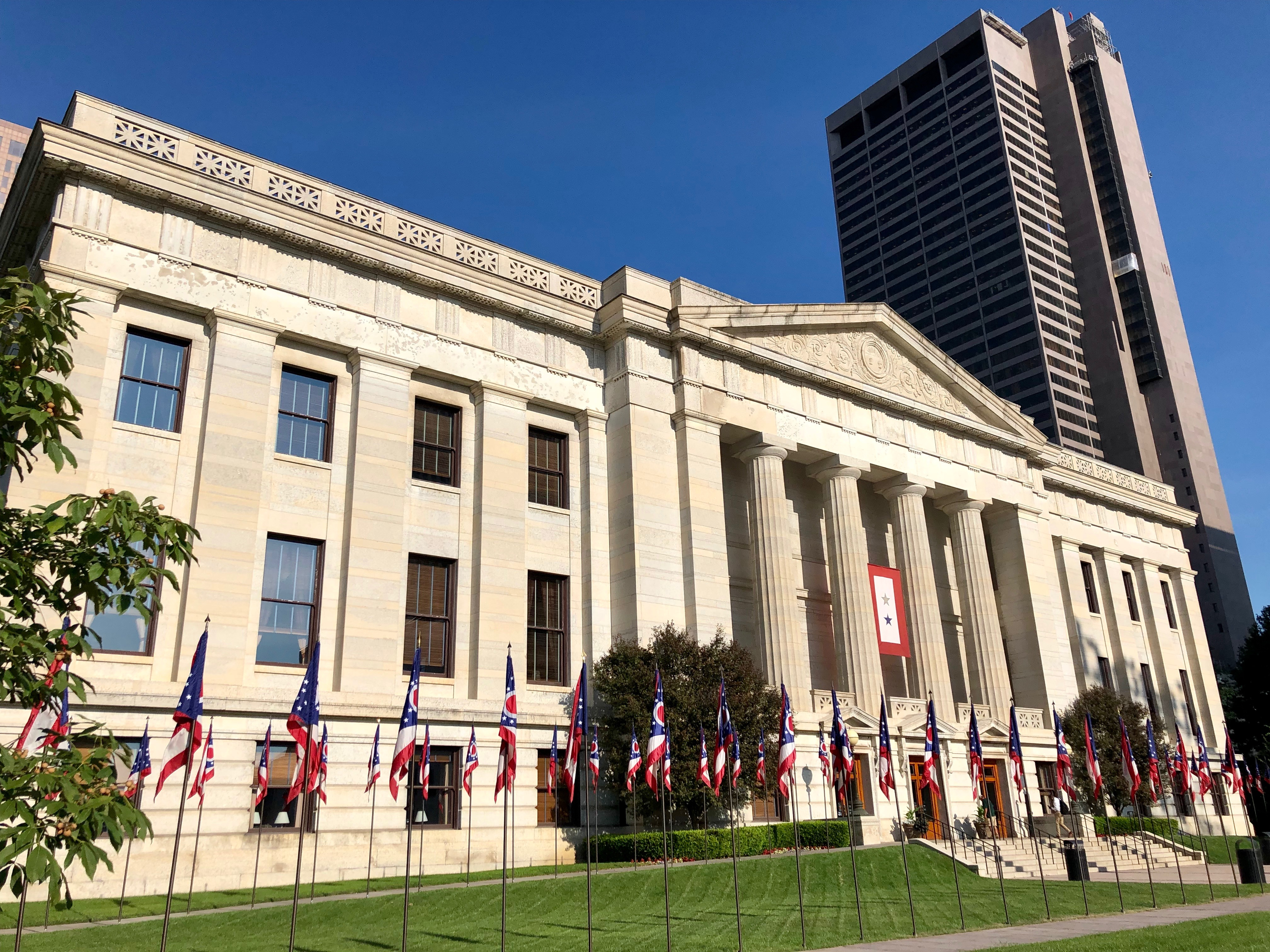
Edificio del Senado de Ohio (antiguo anexo judicial)

En 1901, la Corte Suprema de Ohio se trasladó a un edificio separado en el lado este de Capitol Square para aliviar el hacinamiento y darle a la corte el prestigio de su propio edificio. El nuevo edificio, denominado Anexo Judicial, se construyó con la misma piedra caliza de Columbus que el Statehouse y se inauguró en 1901. Neoclásico en el exterior, los espacios interiores, especialmente la gran escalera central, son de estilo Beaux Arts. El edificio fue obra del arquitecto de Cincinnati, Samuel Hanaford, y se completó en dos años a un costo de 375 000 dólares. En comparación, el propio Statehouse tomó 22 años de principio a fin y costó aproximadamente 1,3 millones. En términos generales los estilos de los dos edificios contrastan entre sí.

### Restauración
Los dos edificios se llenaron de gente y el deterioro por el uso intensivo y el mantenimiento inadecuado fue evidente. Ambos edificios sobrevivieron a pesar de las propuestas hechas para demoler uno o ambos edificios, o remodelarlos sustancialmente. En 1989, se inició un para restaurar los edificios, el cual incluyó la rotonda, incluida la canaleta en el perímetro y la estabilización estructural de la mampostería. Se buscaron muebles originales para devolverlos al edificio cuando fuera posible y se crearon reproducciones modernas de elementos desaparecidos, como alfombras y accesorios de iluminación.
Los artefactos de iluminación a gran escala en la Cámara y el Senado se basaron en gran parte en artefactos de época supervivientes en la Casa del Estado de Vermont, que se estaba restaurando al mismo tiempo. El proyecto de restauración también resultó en la adición de un tercer edificio a Capitol Square. El Atrio, que conectaba el Capitolio con el Anexo Judicial, se completó en 1993. Después de la renovación, el Anexo Judicial se convirtió en el Edificio del Senado.

## Descripción
El capitolio de Ohio está ubicado en Capitol Square, un 4 ha parcela de tierra donada por cuatro destacados propietarios. El Statehouse se levanta sobre cimientos de 5,5 m de profundidad, construido en parte por presos condenados a trabajos forzados.
El Capitolio cuenta con un porche central empotrado con una columnata de un modo dórico griego primitivo y directo, construido con piedra caliza de Columbus que se extrajo en las orillas occidentales del río Scioto. Un frontón central ancho y bajo sostiene el tambor astilar con ventana, denominado cúpula, que contiene un óculo que ilumina la rotonda interior.

A diferencia de muchos capitolios estatales de Estados Unidos, la Casa del Estado de Ohio le debe poco a la arquitectura del Capitolio de Estados Unidos. De hecho, esta es anterior a la gran cúpula blanca que se imitaría en muchos capitolios estatales. 

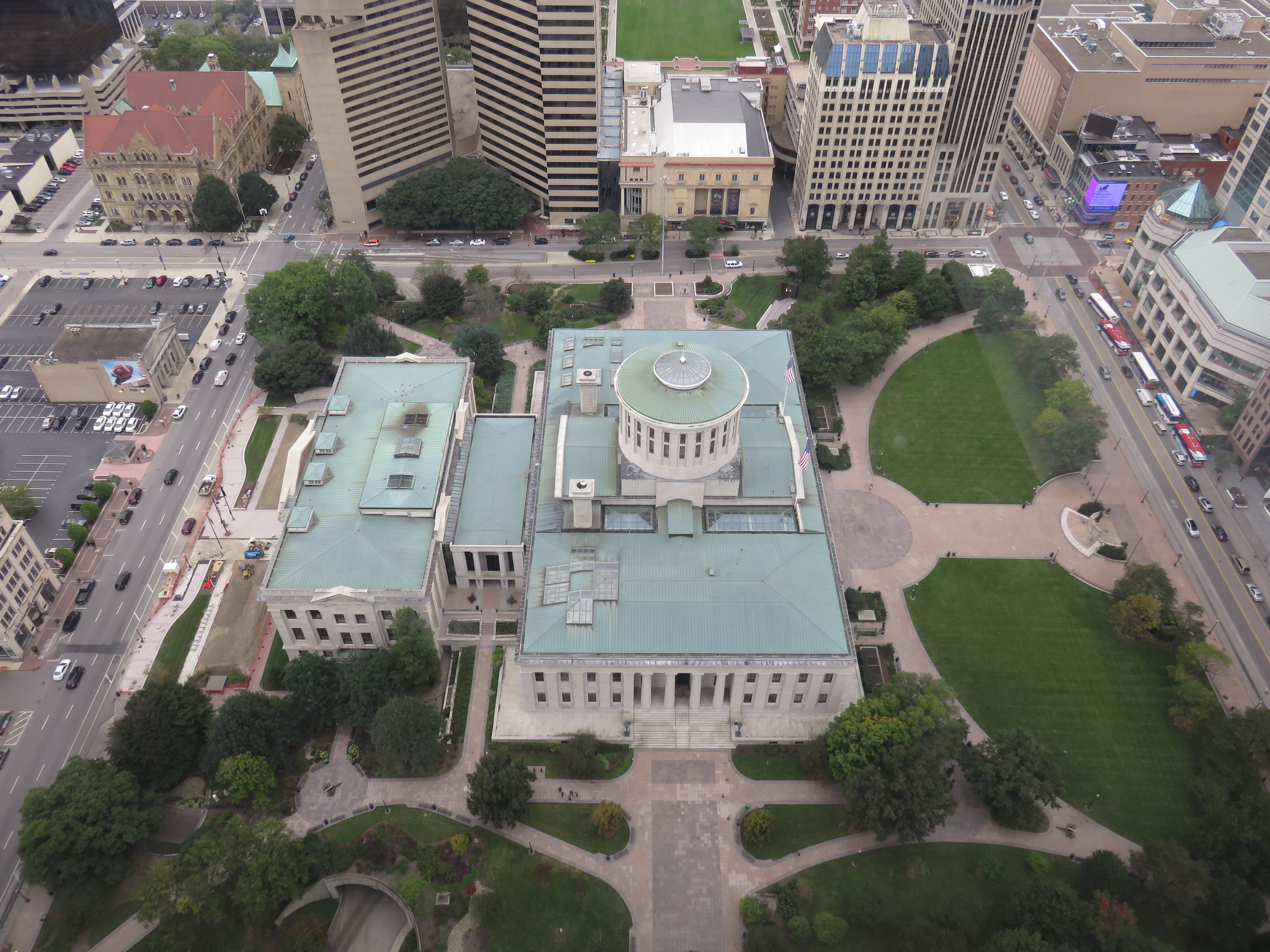
Vista aérea de la casa estatal y sus terrenos.

El Statehouse de Ohio ha sido calificado como un ejemplo supremo del estilo del Renacimiento griego. No está inspirado en un solo edificio, sino que es una combinación de elementos estilísticos de fuentes griegas, combinados con las necesidades y funciones contemporáneas. La cúpula muestra la influencia directa del Tholos de Delfos, un templo circular construido alrededor del 360 a. C. El Partenón de Atenas también es una influencia. Ningún edificio griego antiguo habría tenido ventanas, pero fueron una parte importante del neogriego por una razón más práctica: antes de la luz eléctrica, la luz solar era la principal fuente de iluminación.
Las oficinas ceremoniales del gobernador, vicegobernador, tesorero y auditor están ubicadas en el primer piso del edificio.

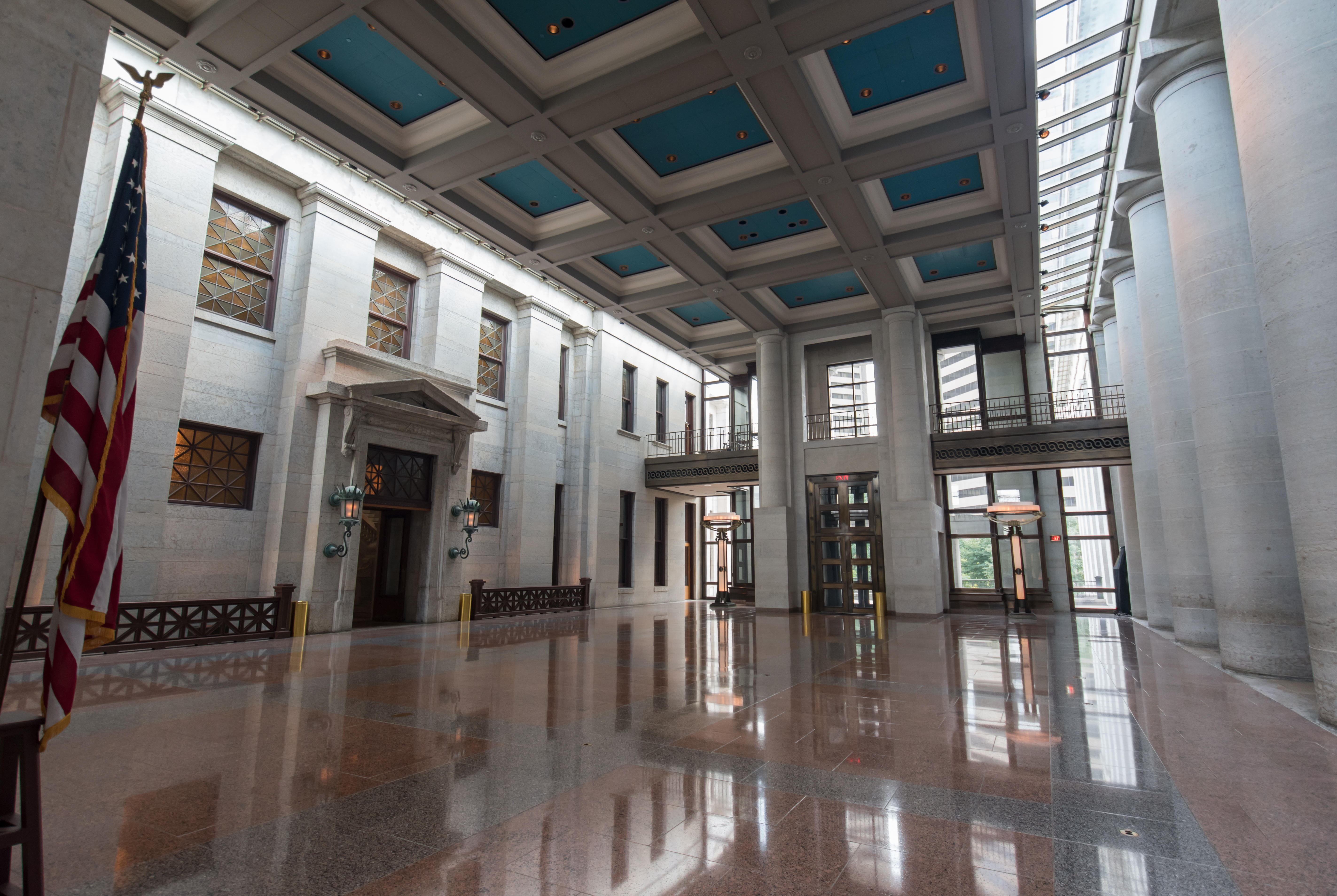
El atrio

Las cámaras de la Asamblea General de Ohio están en el segundo piso. Aunque en general su apariencia es similar a su apariencia original, las habitaciones se han modernizado de muchas maneras. Se han agregado capacidades modernas de información y comunicación.
El Atrio, que conecta la Casa de Gobierno con el Edificio del Senado, es un gran espacio abierto que alberga funciones y ceremonias gubernamentales, así como varias reuniones y eventos. Está construido con la misma piedra caliza que los dos edificios contiguos.
Hay una gran cantidad de retratos de gobernadores y vicegobernadores en salas de audiencias y oficinas en todo el edificio, y en los espacios públicos hay varias obras de arte a gran escala que conmemoran a personas o eventos importantes para el estado o la nación. El artista de Ohio Howard Chandler Christy está representado con dos pinturas que representan la firma del Tratado de Greenville, y una pintura que rinde homenaje a otro nativo de Ohio, Thomas Edison.
El presidente Abraham Lincoln visitó el edificio en tres ocasiones diferentes, y un gran busto de mármol erigido después de su muerte lo conmemora y también representa la victoria de la Unión en Vicksburg. El piso de la rotonda del Statehouse está compuesto por casi 5000 piezas individuales de mármol, todas cortadas y ajustadas a mano. El diseño en el centro del piso traza el desarrollo de Estados Unidos: las 13 piedras en el centro representan las colonias originales; los tres anillos simbolizan áreas de territorio que ampliaron la nación; rodeando los anillos hay una explosión de estrella con 32 puntas, una para cada uno de los estados de la Unión cuando se colocó el piso; y rodeando todo el diseño hay una banda gris que representa la Constitución de Estados Unidos.

## Jardines
Los terrenos de la casa estatal de Ohio, conocidos como Capitol Square, son un gran espacio de parque cuadrado que rodea la casa estatal, bordeado por las calles Broad, High, State y 3rd. Los terrenos han sido remodelados varias veces y en la década de 1960 se construyó un estacionamiento debajo del césped delantero. Actualmente, las esquinas noroeste y suroeste de los terrenos tienen áticos para acceder al garaje, mientras que las esquinas noreste y sureste tienen vehículos que conducen hasta el garaje. El césped este, al lado del edificio del Senado, se usó para estacionamiento durante el siglo XX.
The Statehouse contiene muchas obras de arte a gran escala en los terrenos del edificio. Un gran grupo de estatuas de Hermon MacNeil, el Monumento a William McKinley, honra y recuerda al gobernador de Ohio y presidente de Estados Unidos, William McKinley. El Gran Sello de Ohio y el lema del estado, "Con Dios, todo es posible", están grabados al pie de los escalones que conducen a la entrada oeste.

## Galería

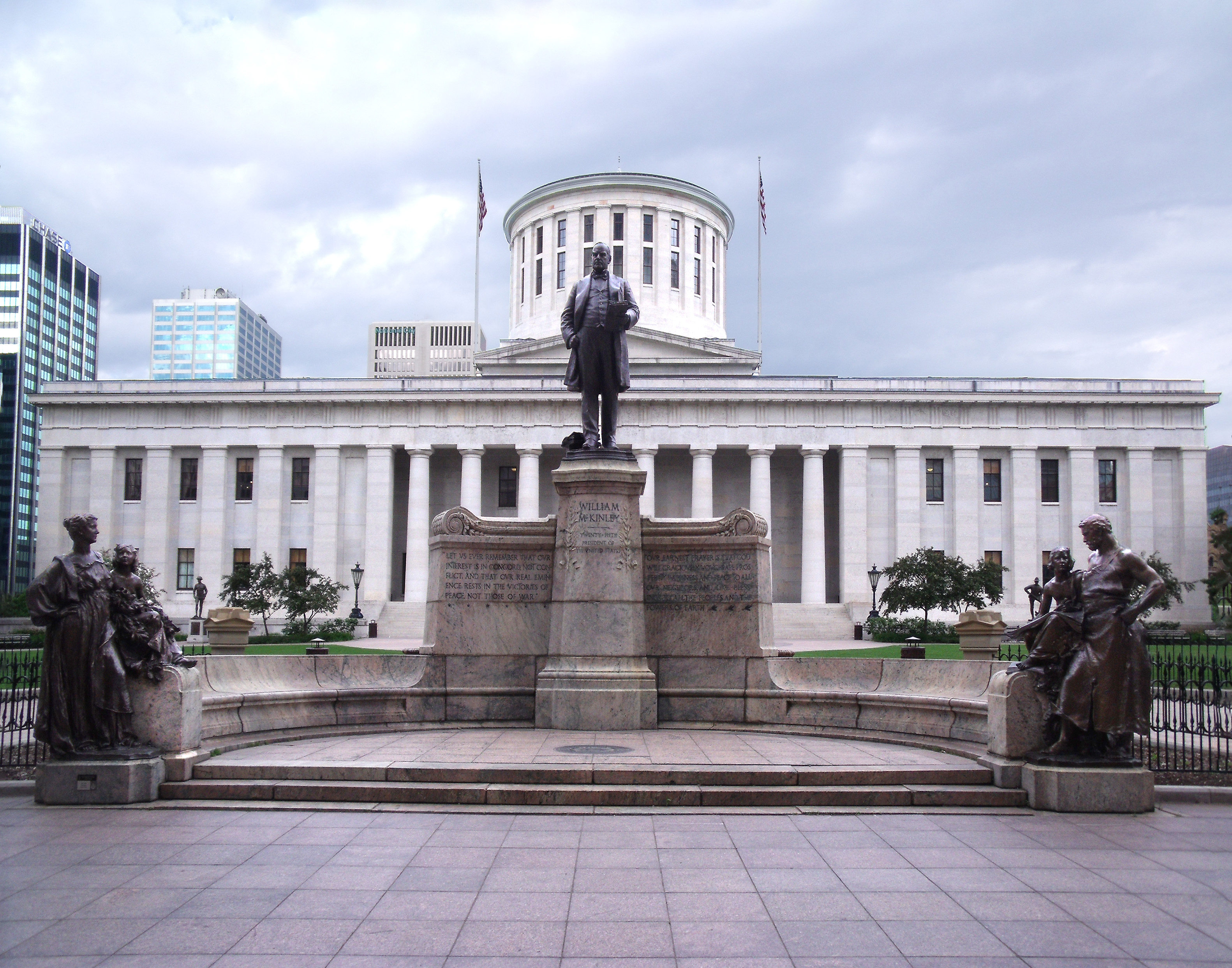
El Monumento a William McKinley (1907)
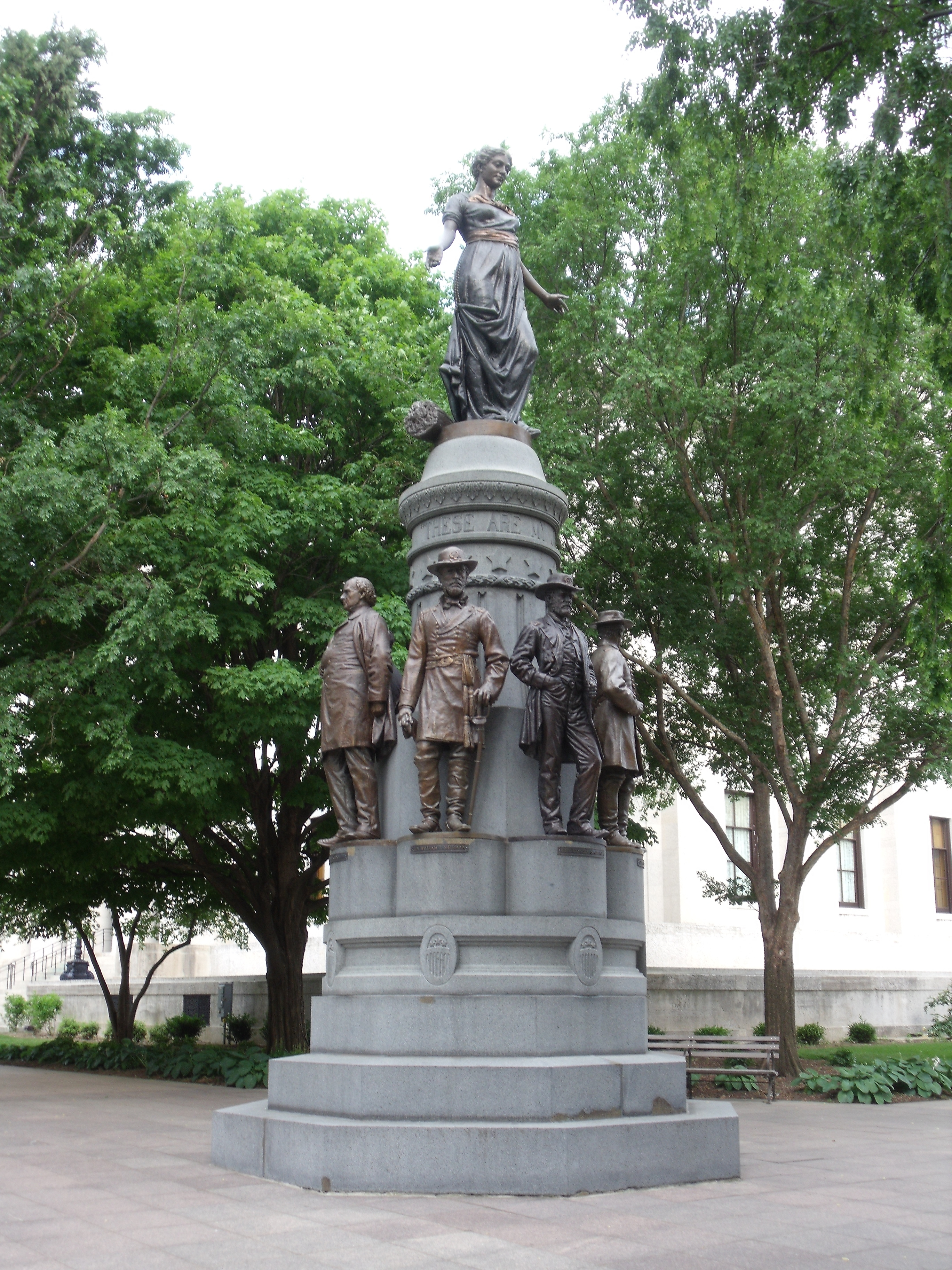
These Are My Jewels (1894)
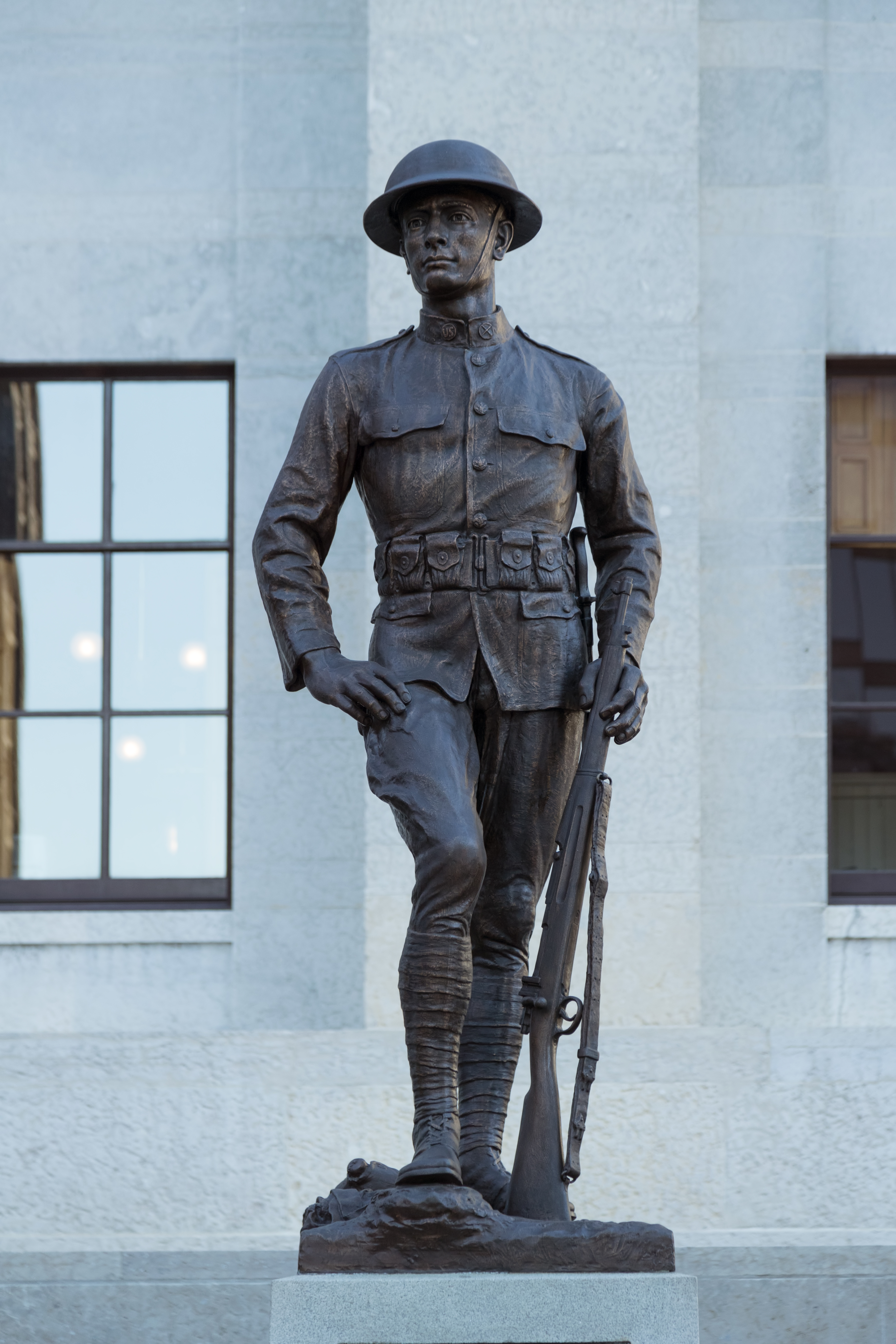
The Doughboy (1930)
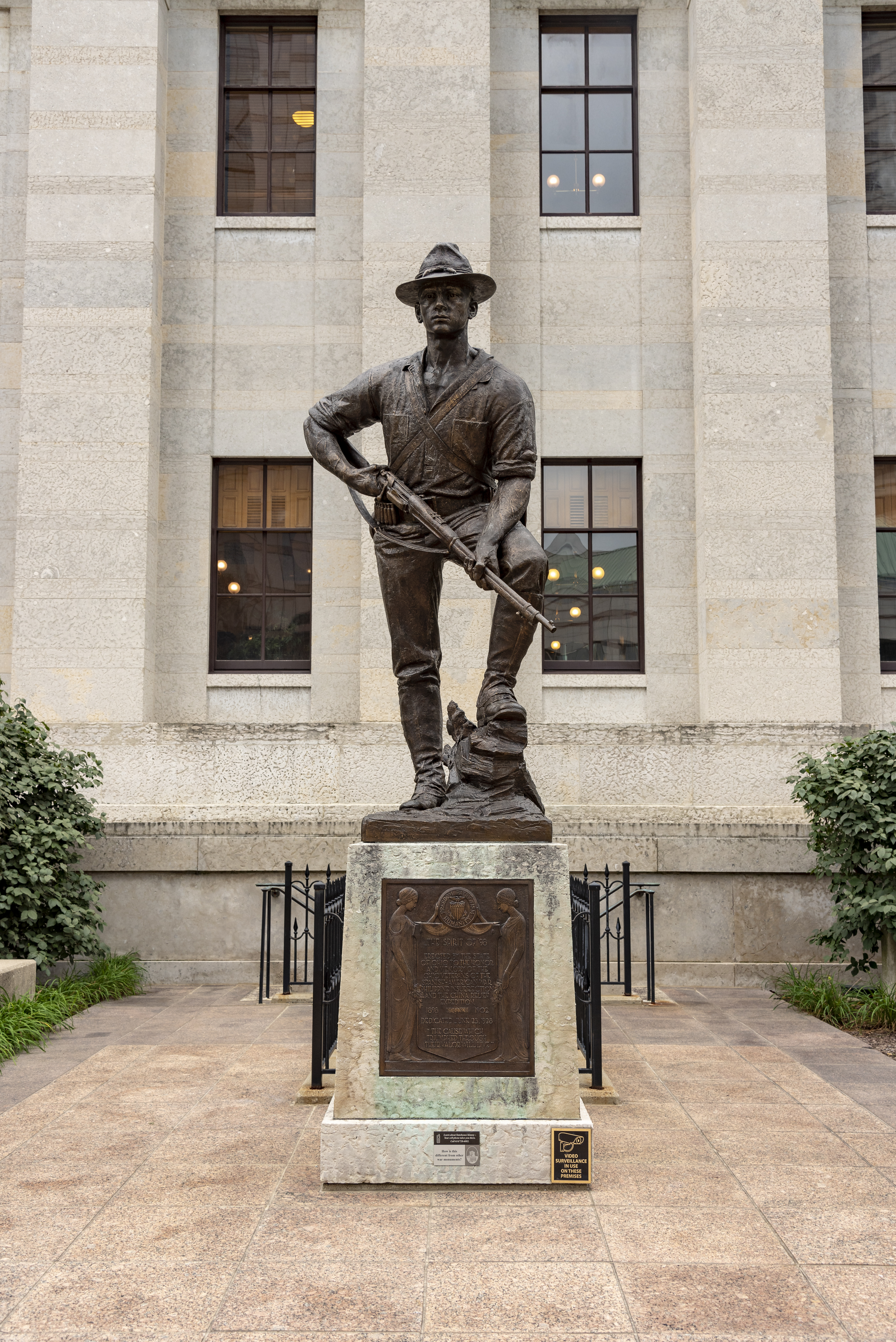
The Spirit of '98 (1928)